# مباراة اليوم (مسلسل تلفزيوني أمريكي)
مباراة اليوم هو برنامج يبث على قناة NBCSN . المسلسل مبني على نسخة البي بي سي بنفس العنوان " مباراة اليوم"، يعرض أبرز أحداث اليوم في الدوري الإنجليزي الممتاز  في معظم أيام السبت. تستضيف ريبيكا لوي العرض ، و يقوم بالتحليل كل من روبي إيرل وروبي موستوي وكايل مارتينو ، بالإضافة إلى مساهمات من مضيف ومعلق نظيره البريطاني غاري لينيكر وستيف باور ونيل أشتون.